# Baithak Gana

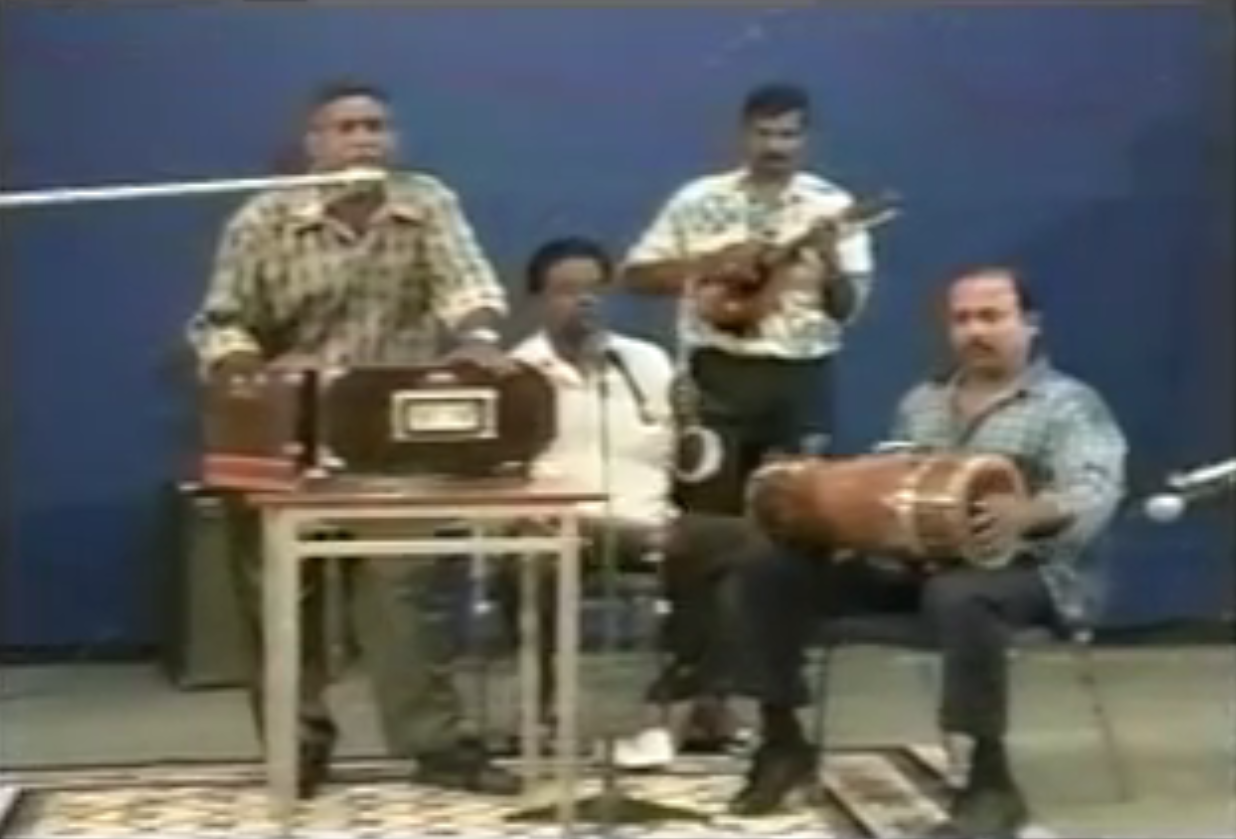
Baithak gana musicians en 2013.

Baithak Gana es una forma de música originaria de la comunidad indostánica de Surinam. Es una mezcla de canciones folklóricas bhojpuri con influencias del Caribe. Es similar a la música Chutney que se originó en Trinidad. El intérprete de este género que ha alcanzado mayor notoriedad es Ramdew Chaitoe.

## Instrumentos
En la forma básica de Baithak Gana se utilizan tres instrumentos (aunque en los conjuntos a veces se incorporan otros instrumentos), harmonium, dholak y el dhantal. El harmonium es un instrumento de teclado similar a un órgano de lengüeta. El dholak es el tambor de doble cabeza que proviene del norte de la India, y que aún es utilizado en las canciones folklóricas de Pakistán y Nepal. El último instrumento utilizado en este tipo de música es el dhantal que es la pieza rítmica del conjunto, el mismo es una barra de hierro que es golpeada con un instrumento en forma de U, el origen de este dispositivo es incierto, aunque podría haber sido traído por los inmigrantes indios.
- Datos: Q4848738
- Multimedia: Baithak gana / Q4848738